# Microlepia hispida
Microlepia hispida là một loài thực vật có mạch trong họ Dennstaedtiaceae. Loài này được C. Chr. miêu tả khoa học đầu tiên năm 1934.